# 卢氏 (崔绘妻)
卢氏（?—?），唐朝幽州范阳人。常州刺史卢幼孙的孙女，鸾台侍郎、文昌左丞卢献之女。
天授年间卢献为酷吏来俊臣所陷，贬为西乡县令而卒。卢氏嫁给崔绘，崔绘早亡，卢氏年少，哥哥们想让她改嫁。卢氏病固辞。卢氏的姐姐亡故，姐夫李思冲，神龙初年为工部侍郎，上表求娶妻子的妹妹继室。李思冲给了三百车绢帛，哥哥们不拒。将成婚之夜，方告卢氏；卢氏固辞不可，说：“我自誓已确定很久，岂能再辱於人？宁可没身为婢。”夜间从墙洞中逃出，回到娘家，断发自誓，头发脸上都用粪秽所污。宗族的人见到她，都为她垂泪。武则天也没有追究她，于是出家为尼，和她一起修行的比丘尼钦佩她的操行之。开元年间，以老病去世。